# I Was Born to Love You
I Was Born to Love You – piosenka nagrana przez Freddiego Mercury’ego i wydana na singlu w 1985 roku, który promował album Mr. Bad Guy (1985). Utwór napisał Freddie Mercury.
W 1995 roku utwór, nagrany w nowej aranżacji, wydano na albumie zespołu Queen, Made in Heaven.
Queen + Paul Rodgers wykonywali utwór akustycznie, śpiewali go Roger Taylor i Brian May.